# Neauphe-sous-Essai
Neauphe-sous-Essai är en kommun i departementet Orne i regionen Normandie i nordvästra Frankrike. Kommunen ligger i kantonen Sées som tillhör arrondissementet Alençon. År 2022 hade Neauphe-sous-Essai 214 invånare.

## Befolkningsutveckling
Antalet invånare i kommunen Neauphe-sous-Essai
| Referens: INSEE |